# Provinciale Friese Dambond
De Provinciale Friese Dambond (afgekort PFDB) is een Nederlandse provinciale dambond, die op 7 januari 1928 is opgericht en lid is van de KNDB. Primaire doelen van de bond zijn de organisatie van damwedstrijden in Friesland en samenwerking met de KNDB voor de organisatie van nationale wedstrijden. 

## Friese damteams in de nationale competitie
De hoogst spelende Friese damclub in de nationale competitie is Damcombinatie Fryslân, die in het seizoen 2011/12 weer in de hoogste nationale klasse (de ereklasse) uitkomt. Damclub Huizum (die in 1974 Nederlands kampioen werd) en Damclub de Oldehove spelen een klasse lager in de Hoofdklasse A. Eind jaren 90 en begin deze eeuw speelde DC Rinsumageest in de hoogste landelijke klasse. In 1999 werd de tweede plaats behaald.

## Prestaties van individuele leden op mondiaal en nationaal niveau
Twee leden van de PFDB zijn wereldkampioen geworden, namelijk Harm Wiersma (6x) en Jannes van der Wal (in 1982). Zij behaalden ook diverse malen een nationale titel, evenals Pieter Bergsma (in 1968), Frank Drost (in 1978) en Auke Scholma (in 1995). Wereldkampioen bij de junioren werden Bauke Bies (in 1977) en Wiebe van der Wijk (in 1999).